# Walter Pflaum
Walter Pflaum (* 4. Januar 1896 in Kroschnitz, Kreis Meseritz; † 1. Oktober 1989 in Berlin-Zehlendorf) war ein deutscher Professor für Maschinenbau.

## Leben
Nach der Teilnahme am Ersten Weltkrieg, aus dem er 1915 schwer verwundet zurückkehrte, studierte er Maschinenbau an der Technischen Hochschule Danzig. Das Studium schloss er 1921 mit Auszeichnung ab, sammelte erste praktische Erfahrungen mit Dieselmotoren auf der Danziger Werft und ging als Betriebsleiter zum Maschinenlaboratorium der TH Danzig. Nach der Promotion zum Thema »Beitrag zur Mengenmessung strömenden Dampfes mittels Stauringen« arbeitete er von 1927 bis 1933 im Reichswehrministerium in Berlin. Pflaum habilitierte sich in dieser Zeit an der TH Berlin-Charlottenburg und wurde 1933 Leiter der Versuchsabteilung bei der MAN Augsburg.
1937 erhielt einen Ruf als Ordinarius für Schiffsmotoren an die TH Berlin-Charlottenburg. 1946 übertrug man ihm das gesamte Fachgebiet Verbrennungskraftmaschinen und von 1948 bis 1950 wurde er Dekan der Fakultät Maschinenbau. 1950/51 war er Rektor der Technischen Universität Berlin. 1956 gründete er dann sein Institut für Verbrennungskraftmaschinen, in dem einer der ersten Dieselmotoren der Welt, ein Geschenk der MAN, für die Studenten verfügbar war. Walter Pflaum wurde 1964 emeritiert, er behielt sein Lehramt aber bis 1966, bis man für ihn einen Nachfolger gefunden hatte.
Einen Schwerpunkt seines wissenschaftlichen Lebenswerks bildete der aufgeladene Dieselmotor, wobei er sich früh unter anderem mit den Problemen der Schwerölverbrennung und der Geräuschemission beschäftigte. Auch hat er sich in Lehre und Forschung der Gasturbine angenommen.
Pflaum wurde in Würdigung seiner Erfahrungen und Verdienste zum Mitglied des Wissenschaftsrates der Bundesrepublik Deutschland berufen, dem er bis 1964 angehörte. Am 8. Januar 1976 wurde ihm das  Bundesverdienstkreuz am Bande verliehen. Als weitere Würdigung seiner Leistungen wurde er 1986 anlässlich seines 90. Geburtstages feierlich zum Ehrensenator der Technischen Universität Berlin ernannt.
Pflaum war seit 1938 Mitglied der Schiffbautechnischen Gesellschaft (STG) und hat vor dieser Gesellschaft vier international beachtete Vorträge gehalten und wichtige Diskussionsbeiträge geliefert. Dabei stellte er seine Forschungsergebnisse zum Schwerölbetrieb und zur Aufladung von Schiffsdieselmotoren vor. In Anerkennung dieser wissenschaftlichen Forschungsarbeiten auf dem Gebiet der Verbrennungskraftmaschinen für Schiffe und seiner darüber vor der Schiffbautechnischen Gesellschaft gehaltenen Vorträge verlieh ihm die STG 1968 die Silberne Denkmünze.